# Аби-Гув
Аби-Гув — исторический курган, памятник археологического наследия, датируется III тысячелетием до н. э. Является туристической достопримечательностью равнинной Ингушетии.

## Общие сведения
Курган высотой 6 и диаметром 31 метр относится к эпохе бронзы (III тысячелетие до н. э.). Со времён переселения ингушей на плоскость, то есть с XVIII века на этом месте проходили народные собрания, обсуждались важные вопросы и принимались решения, обязательные для жителей всей плоскостной Ингушетии.
В июне 1992 года именно около кургана народу было объявлено о принятии закона «Об образовании Ингушской Республики».
В 2000 г. курган был обследован археологами.
«Аби-Гув» это также название окрестной местности, которая постепенно застраивается.

## Расположение
В 50 м от федеральной трассы «Кавказ» (М-29), в 600 м юго-западнее местного ориентира, известного как Экажевский круг, вблизи Насыр-Кортского административного округа г. Назрань.